# Puygaillard-de-Lomagne

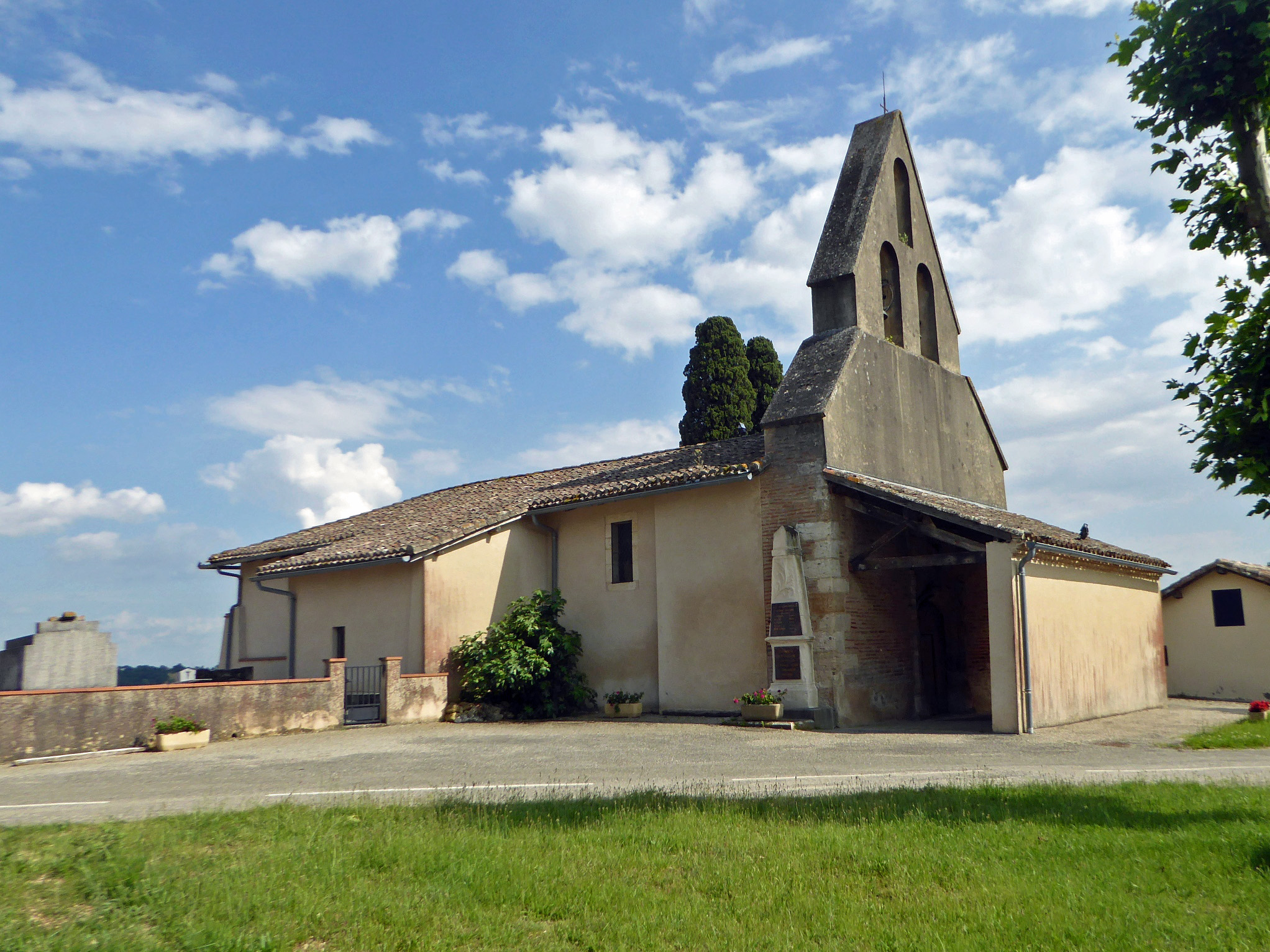
Kirche von Puygaillard-de-Lomagne, 2016

Puygaillard-de-Lomagne ist eine französische Gemeinde mit 55 Einwohnern (Stand: 1. Januar 2022) im Département Tarn-et-Garonne in der Region Okzitanien. Sie gehört zum Kanton Garonne-Lomagne-Brulhois und zum Arrondissement Castelsarrasin. Die Bewohner nennen sich Puygaillardois.

## Lage
Sie grenzt im Nordwesten an Lachapelle, im Norden an Saint-Jean-du-Bouzet, im Nordosten an Castéra-Bouzet, im Osten an Lavit, im Süden an Balignac und im Westen an Poupas. An der westlichen Gemeindegrenze verläuft das Flüsschen Cameson.

## Bevölkerungsentwicklung
| Jahr      | 1962 | 1968 | 1975 | 1982 | 1990 | 1999 | 2008 | 2015 |
| --------- | ---- | ---- | ---- | ---- | ---- | ---- | ---- | ---- |
| Einwohner | 107  | 90   | 94   | 81   | 62   | 58   | 58   | 71   |